# (2321) Lužnice
(2321) Lužnice – planetoida z pasa głównego asteroid okrążająca Słońce w ciągu 5 lat i 79 dni w średniej odległości 3,01 au. Została odkryta 19 lutego 1980 roku w Obserwatorium Kleť w pobliżu Czeskich Budziejowic przez Zdeňkę Vávrovą. Nazwa planetoidy pochodzi od czeskiej rzeki Lužnice, dopływu Wełtawy. Przed nadaniem nazwy planetoida nosiła oznaczenie tymczasowe (2321) 1980 DB1.